# Deutscher Sparkassen- und Giroverband

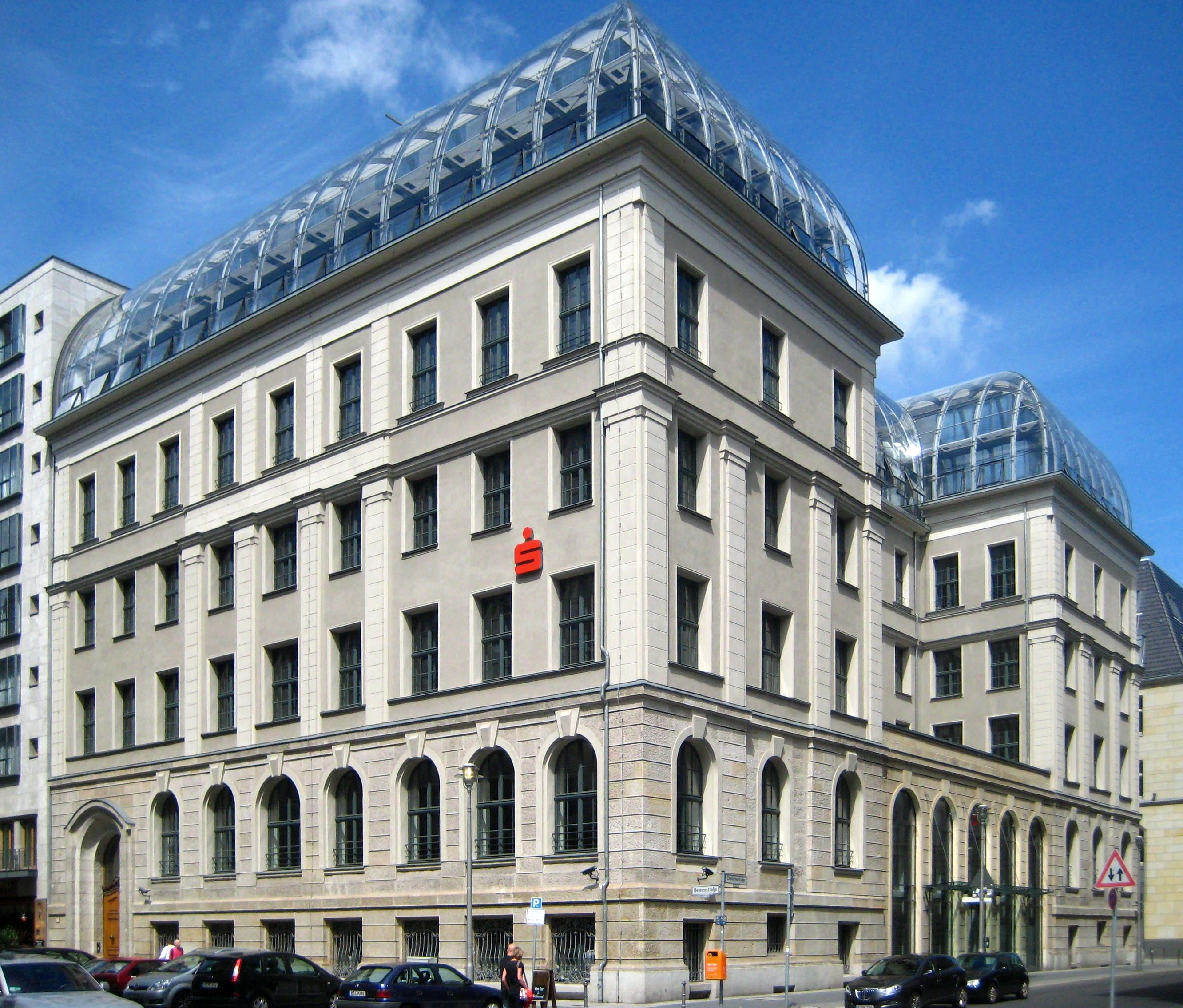
Antiguo edificio del Berliner Bank en Berlín, actual sede de DSGV.

Deutscher Sparkassen- und Giroverband (DSGV) es la asociación alemana de las cajas de ahorros. Se fundó en 1924 por la fusión de Deutscher Sparkassenverband y Deutscher Zentral-Giroverband. Su sede se localiza en Bonn.

## Presidentes
- Ernst Kleiner
- Fritz Butschkau
- Ludwig Poullain
- Helmut Geiger
- Horst Köhler
- Dietrich H. Hoppenstedt
- Heinrich Haasis